# OK Kamnik
Odbojkarski klub Kamnik – słoweński klub siatkarski z miejscowości Kamnik. Założony został po II wojnie światowej w 1947 roku. Obecnie występuje w najwyższej klasie rozgrywek klubowych w Słowenii. Od nazwy sponsora zespół przyjął nazwę Calcit Kamnik.

## Historia

### Nazwy klubu
- 1949-1986 – SŠD Kamnik [OK Kamnik]
- 1986-1991 – OK Titan Kamnik
- 1991-1993 – OK Novi Graniti Kamnik
- 1993-1994 – OK TAD Europe Kamnik
- 1994-1998 – OK Kamnik
- 1998-1999 – OK Titan Kamnik
- 1999-2001 – OK Žurbi Team Kamnik
- od 2001 – OK Calcit Kamnik

### Geneza
Pierwsze wzmianki o grze w siatkówkę w Kamniku sięgają lat 20. XX wieku, gdzie promowali ją członkowie mariborskiej młodzieżowej organizacji Gozdovniki. Za początek siatkówki w zorganizowanej formie w Kamniku uznaje się rok 1947. Wówczas powstały dwie siatkarskie drużyny przy Towarzystwie Kultury Fizycznej Kamnik (Fizkulturno društvo Kamnik). We wrześniu 1947 roku oba zespoły wzięły udział w mistrzostwach okręgu Kamnik, w których pierwsza drużyna zajęła 1. miejsce, natomiast druga – 4. miejsce.

### Lata 1949-1991
Wiosną 1949 roku w nowo powstałej organizacji Sindikalno športno društvo Kamnik (SŠD Kamnik) utworzona została sekcja siatkówki. Jesienią na turnieju w Slovenj Gradcu siatkarze z Kamnika zakwalifikowali się do 1. ligi słoweńskiej, w której grali w latach 1949-1953. Domowe mecze rozgrywali w hali sportowej przy obecnej szkole podstawowej Toma Brejca (Osnovna šola Toma Brejca). W 1953 roku drużyna zajęła 1. miejsce w 1. lidze słoweńskiej, uzyskując awans do 2. federalnej ligi chorwacko-słoweńskiej, w której uczestniczyła przez dwa lata (w 1954 i 1955 roku). W kolejnych latach do 1971 roku, z wyjątkiem lat 1957-1959, 1962-1964 i 1967, drużyna SŠD Kamnik ponownie rywalizowała w 1. lidze słoweńskiej.
W 1971 roku klub z Kamnika wywalczył awans do 2. ligi federalnej, w której grał w sezonach 1971/1972 i 1973/1974. Po spadku z ligi federalnej uczestniczył po raz kolejny w 1. lidze słoweńskiej. Do 2. ligi federalnej powrócił w sezonie 1979/1980. W sezonie 1980/1981 zajął w niej 3. miejsce, a w kolejnych dwóch sezonach – 7. i 4. miejsce. Po reformie rozgrywek przed sezonem 1983/1984 zespół z Kamnika ponownie trafił do 1. ligi słoweńskiej. Od sezonu 1986/1987 ze względów sponsorskich drużyna występowała pod nazwą Titan Kamnik. W sezonie 1987/1988 została mistrzem 1. ligi słoweńskiej, dzięki czemu zakwalifikowała się do turnieju kwalifikacyjnego do 2. ligi federalnej, który odbył się w Kakanju. Po zajęciu w tym turnieju 2. miejsca, uzyskała awans do 2. ligi federalnej, w której występowała aż do uzyskania przez Słowenię niepodległości. Zajmowała w niej kolejno następujące pozycje: 7. (1988/1989), 5. (1989/1990) oraz 4. (1990/1991).

### Okres po odzyskaniu przez Słowenię niepodległości
Po odzyskaniu przez Słowenię niepodległości w 1991 roku klub z Kamnika trafił do nowo powstałej Superligi (od sezonu 1992/1993 noszącej nazwę 1. liga). W tym czasie pozyskał nowego sponsora tytularnego i przyjął nazwę Novi Graniti Kamnik. W pierwszym sezonie zajął 4. miejsce. W sezonie 1992/1993 fazę zasadniczą zakończył na 2. pozycji, natomiast w fazie play-off w półfinale przegrał rywalizację z Salonitem, natomiast w pojedynku o 3. miejsce okazał się lepszy od klubu Pionir Novo Mesto.
W sezonie 1993/1994 drużyna występowała pod nazwą TAD Europe Kamnik i zakończyła rozgrywki na 5. miejscu. W sezonach 1994/1995-1997/1998 klub nie miał tytularnego sponsora, co odbiło się na wynikach sportowych. Przed sezonem 1994/1995 przeprowadzona została reforma rozgrywek – 1. liga podzielona została na dwie dywizje: 1A. i 1B. Klub z Kamnika trafił do dywizji 1A. W fazie zasadniczej zajął 5. miejsce, natomiast w klasyfikacji końcowej – 7. miejsce, tym samym utrzymał się w dywizji 1A. W kolejnym sezonie jednak fazę zasadniczą zakończył na przedostatnim, 5. miejscu, natomiast fazę kwalifikacyjną do dywizji 1A. na ostatnim, 6. miejscu, tym samym w sezonie 1996/1997 trafił do dywizji 1B. W dywizji 1B. zajął pierwsze miejsce, dzięki czemu w drugiej fazie sezonu uczestniczył w dywizji 1A., w której rywalizację zakończył na ostatnim, 8. miejscu. W sezonie 1997/1998 ponownie brał udział w rozgrywkach dywizji 1A., zajmując w klasyfikacji końcowej 8. miejsce.
W sezonie 1998/1999 zniesiono podział 1. ligi na dwie dywizje. Drużyna z Kamnika pozyskała sponsora tytularnego i w tym sezonie występowała pod nazwą Titan Kamnik. W fazie zasadniczej zajęła 7. miejsce i nie udało jej się awansować do fazy play-off. Przez dwa kolejne sezony sponsorem tytularnym było przedsiębiorstwo Žurbi Team, a klub nosił nazwę Žurbi Team Kamnik. W sezonie 1999/2000 zespół zakwalifikował się do fazy play-off z drugiego miejsca, a w klasyfikacji końcowej zajął 3. miejsce po porażce w półfinale z klubem Olimpija i zwycięstwie w rywalizacji o 3. miejsce z Salonitem. W kolejnym sezonie natomiast klub z Kamnika zdobył pierwsze mistrzostwo Słowenii od odzyskania przez to państwo niepodległości, w finale fazy play-off pokonując Merkur Bled.
Przed sezonem 2001/2002 sponsorem tytularnym klubu zostało przedsiębiorstwo Calcit.

## Bilans sezonów
| Sezon     | Rozgrywki ligowe | Rozgrywki ligowe | Rozgrywki ligowe | Rozgrywki ligowe | Puchar      |
| Sezon     | Poziom           | Poziom           | Miejsce          | Miejsce          | Puchar      |
| --------- | ---------------- | ---------------- | ---------------- | ---------------- | ----------- |
| 1991/1992 | Superliga        | Superliga        | 4/7              | 4/7              | brak danych |
| 1992/1993 | 1. DOL           | 1. DOL           | 3/12             | 3/12             | brak danych |
| 1993/1994 | 1. DOL           | 1. DOL           | 5/12             | 5/12             | brak danych |
| 1994/1995 | 1. DOL           | 1A.              | 7/14             | 5/6              | półfinał    |
| 1995/1996 | 1. DOL           | 1A.              | 10/14            | 5/6              | ćwierćfinał |
| 1996/1997 | 1. DOL           | 1B.              | 8/16             | 1/8              | 2. runda    |
| 1997/1998 | 1. DOL           | 1A.              | 8/16             | 6/8              | —           |
| 1998/1999 | 1. DOL           | 1. DOL           | 7/10             | 7/10             | ćwierćfinał |
| 1999/2000 | 1. DOL           | 1. DOL           | 3/10             | 3/10             | półfinał    |
| 2000/2001 | 1. DOL           | 1. DOL           | 1/10             | 1/10             | 1. miejsce  |
| 2001/2002 | 1. DOL           | 1. DOL           | 1/10             | 1/10             | półfinał    |
| 2002/2003 | 1. DOL           | 1. DOL           | 1/10             | 1/10             | finał       |
| 2003/2004 | 1. DOL           | 1. DOL           | 2/10             | 2/10             | finał       |
| 2004/2005 | 1. DOL           | 1. DOL           | 4/10             | 4/10             | półfinał    |
| 2005/2006 | 1. DOL           | 1. DOL           | 9/10             | 9/10             | ćwierćfinał |
| 2006/2007 | 1. DOL           | 1. DOL           | 7/10             | 7/10             | 1/8 finału  |
| 2007/2008 | 1. DOL           | 1. DOL           | 5/10             | 5/10             | półfinał    |
| 2008/2009 | 1. DOL           | 1. DOL           | 8/10             | 8/10             | ćwierćfinał |
| 2009/2010 | 1. DOL           | 1. DOL           | 6/12             | 6/12             | 4. miejsce  |
| 2010/2011 | 1. DOL           | 1. DOL           | 6/12             | 6/12             | ćwierćfinał |
| 2011/2012 | 1. DOL           | 1. DOL           | 2/10             | 2/10             | finał       |
| 2012/2013 | 1. DOL           | 1. DOL           | 2/10             | 2/10             | półfinał    |
| 2013/2014 | 1. DOL           | 1. DOL           | 3/10             | 3/10             | finał       |
| 2014/2015 | 1. DOL           | 1. DOL           | 2/10             | 2/10             | ćwierćfinał |
| 2015/2016 | 1. DOL           | 1. DOL           | 2/10             | 2/10             | 1. miejsce  |
| 2016/2017 | 1. DOL           | 1. DOL           | 2/10             | 2/10             | 1. miejsce  |
| 2017/2018 | 1. DOL           | 1. DOL           | 2/10             | 2/10             | finał       |
| 2018/2019 | 1. DOL           | 1. DOL           | 2/10             | 2/10             | finał       |
| 2019/2020 | 1. DOL           | 1. DOL           | 2/10             | 2/10             | półfinał    |
| 2020/2021 | 1. DOL           | 1A.              | 3/16             | 3/8              | 1. miejsce  |
| 2021/2022 | 1. DOL           | 1A.              | 2/16             | 3/8              | półfinał    |
| 2022/2023 | 1. DOL           | 1A.              | 2/16             | 2/8              | finał       |
| 2023/2024 | 1. DOL           | 1A.              | 2/16             | 2/8              | 1. miejsce  |

Poziom rozgrywek:
     pierwszy poziom

## Sukcesy
Mistrzostwo Słowenii:
- 2001, 2002, 2003
- 2004, 2012, 2013, 2015, 2016, 2017, 2018, 2019, 2020, 2022[1],  2023[2], 2024[3]
- 1993, 2000, 2014, 2021, 2025[4]

Puchar Słowenii:
- 2001, 2016, 2017, 2021, 2024[5]

MEVZA - Liga Środkowoeuropejska:
- 2024[6]
- 2018, 2023[7]
- 2016, 2019, 2021

## Kadra
Sezon 2013/2014
- Pierwszy trener: Marko Brumen
- Asystent trenera: Aleš Hribar

| Nr | Imię i nazwisko         | Data ur. | Wzrost | Pozycja      |
| -- | ----------------------- | -------- | ------ | ------------ |
| 1  | Jure Lakner             | 1993     | 190    | środkowy     |
| 2  | Klemen Hribar           | 1990     | 186    | libero       |
| 4  | Žan Novljan             | 1993     | 198    | środkowy     |
| 5  | Tonček Štern            | 1995     | 196    | przyjmujący  |
| 6  | Tine Kvas               | 1991     | 188    | rozgrywający |
| 7  | Danijel Pokeršnik       | 1984     | 194    | atakujący    |
| 8  | Aleksander Ribič        | 1991     | 178    | libero       |
| 9  | Andrej Štembergar Zupan | 1989     | 194    | przyjmujący  |
| 10 | Boris Brus              | 1986     | 193    | środkowy     |
| 11 | Martin Hrast            | 1980     | 181    | rozgrywający |
| 12 | Jernej Stavbar          | 1985     | 194    | środkowy     |
| 13 | Domen Kotnik            | 1993     | 188    | przyjmujący  |
| 14 | Žiga Štern              | 1994     | 192    | przyjmujący  |